# Kabona
Kabona AB, är ett företag inom fastighetsautomationsbranschen med Sverige som primärt verksamhetsområde. Företaget har sitt huvudkontor i Borås och genomför styr- och reglerentreprenader för värme- och ventilationssystem. Kabona är en förkortning av grundarnas namn och står för Kjell, Anders, Björn och några andra.
Förutom sin produkt WDC är Kabona kända för tjänsten Ecopilot som samkör fastigheternas värme-, kyl- och ventilationssystem för att uppnår en högre effektivitet och bättre ekonomi. 
Kabona förvärvas 2012 av investmentbolaget Latour Industries.
I mars 2018 meddelade man att Nordomatic köpt samtliga aktier i Kabona från Latour. Sedan september samma år kommar gå upp i Nordomatic.